# Parnamirim (Pernambuco)
Parnamirim es un municipio brasileño del estado de Pernambuco. Tiene una población estimada al 2020 de 22 106 habitantes.

## Historia
Llamada originalmente Saco de Martinho, era una hacienda de agrado de propiedad del teniente-coronel Martinho da Costa Agra, que construyó,en su hacienda una capilla dedicada nuestra Señora de Santana, dando origen al poblado. La historia de la ciudad está íntimamente conectada a la ganadería.
El 25 de mayo de 1870, fue elevada a distrito, pasando a llamarse Santana do Saco. En este municipio, surgió la Freguesia de Leopoldina, que desglosada de Santana del Saco, fue elevada a municipio el 1 de julio de 1909. El 31 de diciembre de 1943, la Freguesia de Leopoldina pasó a llamarse Parnamirim.

## Etimología
El topónimo "Parnamirim" es de origen tupí y significa "río pequeño", a través de la fusión de los términos paranã ("río") y mirim ("pequeño"). Homenaje o río que baña la ciudad: Río Brígida.

## Geografía
Se localiza a una latitud 08º05'26" sur y la una longitud 39º34'42" oeste, estando a una altitud de 392 metros. Su región es conocida como el Sertón Céntrico de Pernambuco. Está a 570 km de Recife.
El municipio está constituido de tres distritos: Parnamirim (sede), Icaiçara y Veneza, además de los poblados de Barro, Matias y Quixaba.